# 1. Bundesliga 2005-06
La 1. Bundesliga 2005-06 fue la 43.ª edición de la Fußball-Bundesliga, la mayor competición futbolística de Alemania.
El campeón fue nuevamente Bayern Múnich, que se quedó con el título en la penúltima jornada al empatar 1-1 como visitante ante Kaiserslautern. Fue la segunda liga consecutiva obtenida por el equipo bávaro, la decimonovena Bundesliga en su palmarés y el vigésimo campeonato alemán de primera división en su historia.

## Equipos
| Pos | Descendidos de 1. Bundesliga |
| --- | ---------------------------- |
| 16º | Bochum                       |
| 17º | Hansa Rostock                |
| 18º | Friburgo                     |

| Pos | Ascendidos de 2. Bundesliga |
| --- | --------------------------- |
| 1º  | Colonia                     |
| 2º  | Duisburgo                   |
| 3º  | Eintracht Fráncfort         |

| Equipo                   | Ciudad          | Estadio                  | Aforo  |
| ------------------------ | --------------- | ------------------------ | ------ |
| Arminia Bielefeld        | Bielefeld       | SchücoArena              | 26 600 |
| Bayer Leverkusen         | Leverkusen      | BayArena                 | 22 500 |
| Bayern de Múnich         | Múnich          | Allianz Arena            | 75 000 |
| Borussia Dortmund        | Dortmund        | Westfalenstadion         | 68 600 |
| Borussia Mönchengladbach | Mönchengladbach | Borussia Park            | 54 067 |
| Colonia                  | Colonia         | Estadio Müngersdorfer    | 46 000 |
| Duisburgo                | Duisburgo       | MSV-Arena                | 31 502 |
| Eintracht Fráncfort      | Fráncfort       | Commerzbank-Arena        | 62 000 |
| Hamburgo                 | Hamburgo        | AOL Arena                | 62 000 |
| Hannover 96              | Hannover        | AWD-Arena                | 60 400 |
| Hertha Berlín            | Berlín          | Olympiastadion           | 76 000 |
| Kaiserslautern           | Kaiserslautern  | Estadio Fritz Walter     | 41 500 |
| Maguncia 05              | Maguncia        | Bruchwegstadion          | 20 300 |
| Núremberg                | Núremberg       | Frankenstadion           | 44 700 |
| Schalke 04               | Gelsenkirchen   | Arena AufSchalke         | 61 973 |
| Stuttgart                | Stuttgart       | Estadio Gottlieb Daimler | 53 700 |
| Werder Bremen            | Bremen          | Weserstadion             | 36 000 |
| Wolfsburgo               | Wolfsburgo      | Volkswagen-Arena         | 30 000 |

### Equipos porEstados federados
| Región                      | N.º | Equipos |
| --------------------------- | --- | --- |
| Renania del Norte-Westfalia | 7   | Arminia Bielefeld, Bayer Leverkusen, Borussia Dortmund, Borussia Mönchengladbach, Colonia, Duisburgo y Schalke 04 |
| Baja Sajonia                | 2   | Hannover 96 y Wolfsburgo                                                                                          |
| Baviera                     | 2   | Bayern de Múnich y Núremberg                                                                                      |
| Renania-Palatinado          | 2   | Kaiserslautern y Maguncia 05                                                                                      |
| Baden-Wurtemberg            | 1   | Stuttgart |
| Berlín                      | 1   | Hertha Berlín |
| Bremen                      | 1   | Werder Bremen |
| Hamburgo                    | 1   | Hamburgo |
| Hesse                       | 1   | Eintracht Fráncfort                                                                                               |

## Sistema de competición
Los dieciocho equipos se enfrentaron entre sí bajo el sistema de todos contra todos a doble rueda, completando un total de 34 fechas. Las clasificación se estableció a partir de los puntos obtenidos en cada encuentro, otorgando tres por partido ganado, uno por empatado y ninguno en caso de derrota. En caso de igualdad de puntos entre dos o más equipos, se aplicaron, en el mencionado orden, los siguientes criterios de desempate:
1. Mejor diferencia de goles en todo el campeonato;
2. Mayor cantidad de goles a favor en todo el campeonato;
3. Mayor cantidad de puntos en los partidos entre los equipos implicados;
4. Mejor diferencia de goles en los partidos entre los equipos implicados;
5. Mayor cantidad de goles a favor en los partidos entre los equipos implicados.

Al finalizar el campeonato, el equipo ubicado en el primer lugar de la clasificación se consagró campeón y clasificó a la fase de grupos de la Liga de Campeones de la UEFA 2006-07, junto con el subcampeón; el tercero, por su parte, disputó la tercera ronda previa. Asimismo, los equipos que finalizaron el certamen en cuarto y quinto lugar clasificaron a la primera ronda de la Copa de la UEFA 2006-07 junto con el campeón de la Copa de Alemania, mientras que el sexto accedió a la tercera ronda de la Copa Intertoto de la UEFA 2006.
Por otro lado, los equipos que ocuparon los últimos tres puestos de la clasificación —decimosexta, decimoséptima y decimoctava— descendieron de manera directa a la 2. Bundesliga.

## Clasificación
| Pos. | Equipo                   | Pts. | PJ | G  | E  | P  | GF | GC | Dif. | Clasificación 2006-07                        |
| ---- | ------------------------ | ---- | -- | -- | -- | -- | -- | -- | ---- | -------------------------------------------- |
| 1    | Bayern Múnich (C)        | 75   | 34 | 22 | 9  | 3  | 67 | 32 | +35  | Fase de grupos de la Liga de Campeones       |
| 2    | Werder Bremen            | 70   | 34 | 21 | 7  | 6  | 79 | 37 | +42  | Fase de grupos de la Liga de Campeones       |
| 3    | Hamburgo                 | 68   | 34 | 21 | 5  | 8  | 53 | 30 | +23  | Tercera ronda previa de la Liga de Campeones |
| 4    | Schalke 04               | 61   | 34 | 16 | 13 | 5  | 47 | 31 | +16  | Primera ronda de la Copa de la UEFA          |
| 5    | Bayer Leverkusen         | 52   | 34 | 14 | 10 | 10 | 64 | 49 | +15  | Primera ronda de la Copa de la UEFA          |
| 6    | Hertha Berlín            | 48   | 34 | 12 | 12 | 10 | 52 | 48 | +4   | Tercera ronda de la Copa Intertoto           |
| 7    | Borussia Dortmund        | 46   | 34 | 11 | 13 | 10 | 45 | 42 | +3   |                                              |
| 8    | Núremberg                | 44   | 34 | 12 | 8  | 14 | 49 | 51 | −2   |                                              |
| 9    | Stuttgart                | 43   | 34 | 9  | 16 | 9  | 37 | 39 | −2   |                                              |
| 10   | Borussia Mönchengladbach | 42   | 34 | 10 | 12 | 12 | 42 | 50 | −8   |                                              |
| 11   | Maguncia 05              | 38   | 34 | 9  | 11 | 14 | 46 | 47 | −1   |                                              |
| 12   | Hannover 96              | 38   | 34 | 7  | 17 | 10 | 43 | 47 | −4   |                                              |
| 13   | Arminia Bielefeld        | 37   | 34 | 10 | 7  | 17 | 32 | 47 | −15  |                                              |
| 14   | Eintracht Fráncfort      | 36   | 34 | 9  | 9  | 16 | 42 | 51 | −9   | Primera ronda de la Copa de la UEFA          |
| 15   | Wolfsburgo               | 34   | 34 | 7  | 13 | 14 | 33 | 55 | −22  |                                              |
| 16   | Kaiserslautern           | 33   | 34 | 8  | 9  | 17 | 47 | 71 | −24  | Descenso de categoría                        |
| 17   | Colonia                  | 30   | 34 | 7  | 9  | 18 | 49 | 71 | −22  | Descenso de categoría                        |
| 18   | Duisburgo                | 27   | 34 | 5  | 12 | 17 | 34 | 63 | −29  | Descenso de categoría                        |

Actualizado a los partidos jugados el 13 de mayo de 2006.
 Fuente: DFB
1. ↑  Copa de Alemania (CC): El campeón de la Copa de Alemania 2005-06, Bayern Múnich, ya estaba clasificado a la Liga de Campeones 2006-07 como campeón de la presente Bundesliga. En consecuencia, Eintracht Fráncfort, subcampeón de la Copa de Alemania 2005-06, accedió a la primera ronda de la Copa de la UEFA 2006-07.

| Bundesliga                        |
|                                   |
| Campeón Bayern Múnich 20.º título |

## Resultados
| Local \ Visitante        | ARM | BAL | BAY | BOD | BOM | COL | DUI | FRA | HAM | HAN | HER | KAI | MAI | NUR | SCH | STU | WER | WOL |
| ------------------------ | --- | --- | --- | --- | --- | --- | --- | --- | --- | --- | --- | --- | --- | --- | --- | --- | --- | --- |
| Arminia Bielefeld        | —   | 1–0 | 1–2 | 1–0 | 0–2 | 3–2 | 0–2 | 1–0 | 0–2 | 4–1 | 3–0 | 0–0 | 2–0 | 0–0 | 0–1 | 2–1 | 0–1 | 0–1 |
| Bayer Leverkusen         | 1–1 | —   | 2–5 | 2–1 | 2–1 | 2–1 | 3–2 | 2–1 | 0–1 | 0–0 | 1–2 | 5–1 | 1–2 | 2–2 | 1–1 | 1–1 | 1–1 | 4–0 |
| Bayern Múnich            | 2–0 | 1–0 | —   | 3–3 | 3–0 | 2–2 | 4–0 | 5–2 | 1–2 | 1–0 | 3–0 | 2–1 | 2–1 | 2–1 | 3–0 | 3–1 | 3–1 | 2–0 |
| Borussia Dortmund        | 2–0 | 1–2 | 1–2 | —   | 2–1 | 2–1 | 2–0 | 1–1 | 1–1 | 0–2 | 2–0 | 2–1 | 1–1 | 2–1 | 1–2 | 0–0 | 0–1 | 3–2 |
| Borussia Mönchengladbach | 2–0 | 1–1 | 1–3 | 2–1 | —   | 2–0 | 2–1 | 4–3 | 0–0 | 2–2 | 2–2 | 4–1 | 1–0 | 0–1 | 0–0 | 1–1 | 2–1 | 1–1 |
| Colonia                  | 4–2 | 0–3 | 1–2 | 0–0 | 2–1 | —   | 3–1 | 1–1 | 0–1 | 1–4 | 0–1 | 2–3 | 1–0 | 3–4 | 2–2 | 0–0 | 1–4 | 3–0 |
| Duisburgo                | 1–1 | 1–3 | 1–3 | 1–1 | 1–1 | 1–1 | —   | 0–1 | 0–2 | 0–0 | 2–1 | 2–2 | 0–0 | 1–0 | 1–1 | 1–1 | 3–5 | 1–0 |
| Eintracht Fráncfort      | 3–0 | 1–4 | 0–1 | 2–0 | 0–2 | 6–3 | 5–2 | —   | 1–2 | 0–1 | 1–1 | 2–2 | 0–0 | 1–0 | 0–1 | 1–1 | 0–1 | 1–1 |
| Hamburgo                 | 2–1 | 0–2 | 2–0 | 2–4 | 2–0 | 3–1 | 2–0 | 1–1 | —   | 1–1 | 2–1 | 3–0 | 1–0 | 3–0 | 1–0 | 0–2 | 1–2 | 0–1 |
| Hannover 96              | 0–1 | 2–2 | 1–1 | 1–2 | 1–1 | 1–0 | 1–1 | 2–0 | 2–1 | —   | 2–2 | 5–1 | 2–2 | 1–1 | 1–2 | 3–3 | 0–0 | 2–4 |
| Hertha Berlín            | 1–0 | 1–5 | 0–0 | 0–0 | 2–2 | 2–4 | 3–2 | 2–0 | 4–2 | 1–1 | —   | 3–0 | 3–1 | 1–1 | 1–2 | 2–0 | 1–2 | 3–0 |
| Kaiserslautern           | 2–0 | 2–2 | 1–1 | 3–3 | 3–0 | 2–2 | 5–3 | 1–2 | 0–3 | 1–0 | 0–2 | —   | 0–2 | 1–3 | 0–2 | 1–1 | 1–5 | 3–2 |
| Mainz 05                 | 1–1 | 3–1 | 2–2 | 1–1 | 3–0 | 4–2 | 1–1 | 2–2 | 1–3 | 0–0 | 2–2 | 0–2 | —   | 4–1 | 1–0 | 1–2 | 0–2 | 5–1 |
| Núremberg                | 2–3 | 1–1 | 1–2 | 1–2 | 5–2 | 2–1 | 3–0 | 0–1 | 2–1 | 1–1 | 2–1 | 3–2 | 3–0 | —   | 1–1 | 0–1 | 3–1 | 1–0 |
| Schalke 04               | 3–1 | 7–4 | 1–1 | 0–0 | 1–1 | 1–1 | 3–0 | 2–0 | 0–2 | 2–0 | 0–0 | 2–1 | 1–0 | 2–0 | —   | 3–2 | 2–1 | 2–2 |
| Stuttgart                | 1–1 | 0–2 | 0–0 | 0–0 | 1–1 | 2–3 | 0–1 | 0–2 | 1–2 | 2–2 | 3–3 | 1–0 | 2–1 | 1–0 | 2–0 | —   | 0–0 | 2–1 |
| Werder Bremen            | 5–2 | 2–1 | 3–0 | 3–2 | 2–0 | 6–0 | 2–0 | 4–1 | 1–1 | 5–0 | 0–3 | 0–2 | 4–2 | 6–2 | 0–0 | 1–1 | —   | 6–1 |
| Wolfsburgo               | 0–0 | 2–1 | 0–0 | 2–2 | 2–0 | 1–1 | 1–1 | 1–0 | 0–1 | 2–1 | 1–1 | 2–2 | 0–3 | 1–1 | 0–0 | 0–1 | 1–1 | —   |

## Estadísticas

### Goleadores
| Jugador            | Equipo            | Goles |
| ------------------ | ----------------- | ----- |
| Miroslav Klose     | Werder Bremen     | 25    |
| Dimitar Berbatov   | Bayer Leverkusen  | 21    |
| Halil Altıntop     | Kaiserslautern    | 20    |
| Claudio Pizarro    | Bayern Múnich     | 19    |
| Roy Makaay         | Bayern de Múnich  | 17    |
| Róbert Vittek      | Núremberg         | 16    |
| Ivan Klasnić       | Werder Bremen     | 15    |
| Michael Ballack    | Bayern de Múnich  | 14    |
| Euzebiusz Smolarek | Borussia Dortmund | 13    |